# 野村 (津山市)
野村（のむら）は岡山県津山市にある地名。郵便番号は708-1116。

## 地理
加茂川の西、旧高野村の北端に位置する。現在は高野地区ではなく、成名地区の一部。津山市編入前は野（の）と呼ばれていた。

### 河川
- 加茂川

## 歴史

### 沿革
- 1889年6月1日 - 町村制施行により、東南条郡野村が同郡押入村、高野本郷村、高野山西村と合併、高野村となる。野村は大字野となる。
- 1900年4月1日 - 東南条郡が東北条郡、西西条郡、西北条郡と合併し、苫田郡となる。
- 1954年7月1日 - 高野村が周辺の村とともに津山市に編入される。大字野は野村と改称。

## 世帯数と人口
2021年（令和3年）1月1日現在の世帯数と人口は以下の通りである。
| 町丁 | 世帯数  | 人口  |
| ---- | ------- | ----- |
| 野村 | 229世帯 | 514人 |

## 小・中学校の学区
市立小・中学校に通う場合、学区は以下の通りとなる。
| 番地 | 小学校             | 中学校               |
| ---- | ------------------ | -------------------- |
| 全域 | 津山市立成名小学校 | 津山市立津山東中学校 |

## 交通

### 道路
- 国道53号
- 岡山県道6号津山智頭八東線

## 施設
- 津山市立成名小学校
- 成名郵便局